# چغک‌چینی هوئت

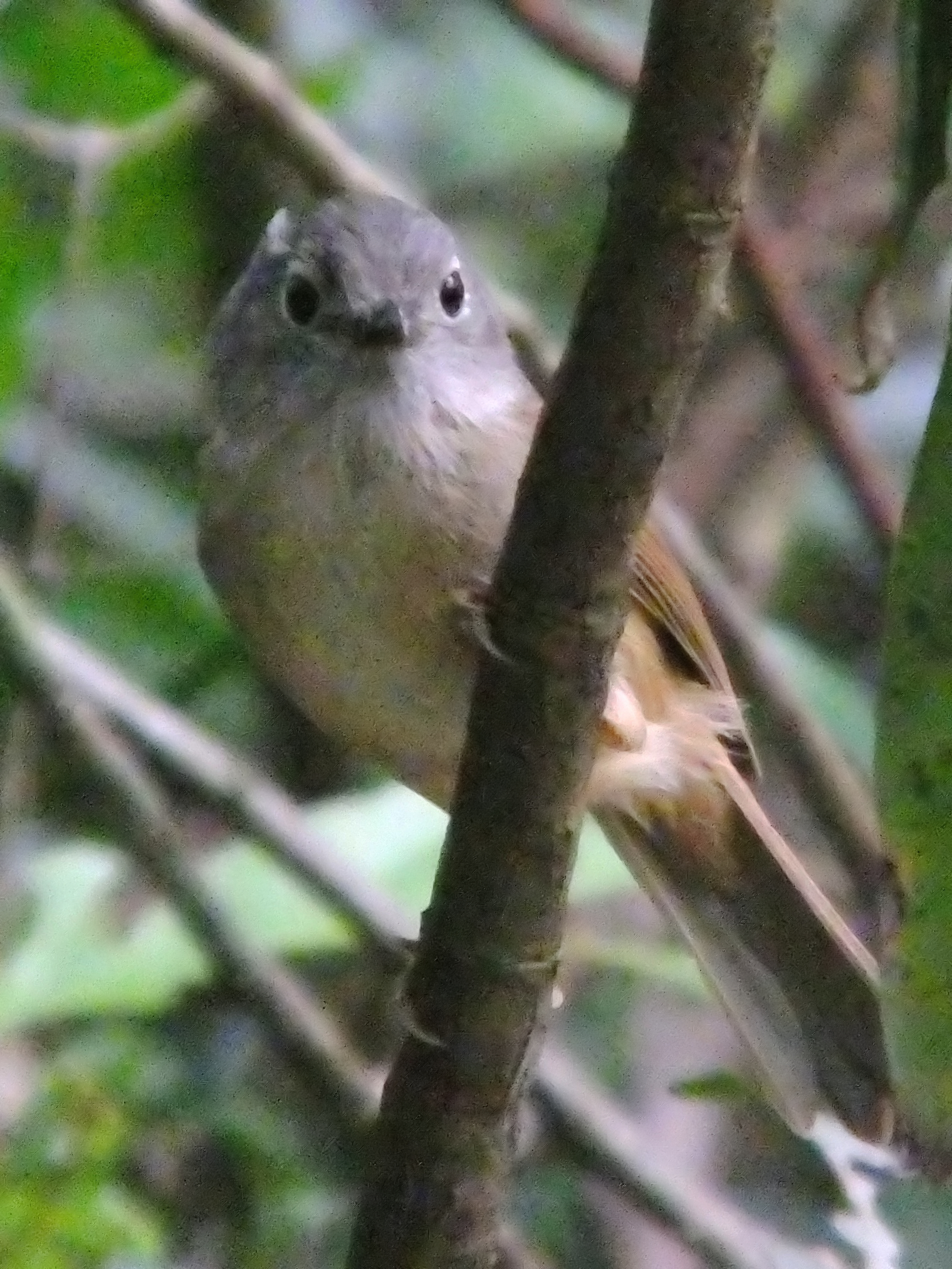
چغک‌چینی هوئت

چغک‌چینی هوئت (نام علمی: Alcippe hueti) نام یک گونه از سرده چغک‌چینی است.